# Leonhard Schulz
Leonhard Schulz, in England auch Leonard Schulz (* 12. November 1813 in Wien; † 27. April 1860 in London) war ein österreichischer Gitarrist und Komponist. Als Gitarrenvirtuose war er seinerzeit europaweit bekannt.

## Leben
Schulz wurde im Kindesalter von seinem Vater Andreas Schulz (1786–1876), der in Wien als Gitarrist tätig war, im Gitarrenspiel unterrichtet. Bereits als Neunjähriger trat er in Wien sowohl als Solokünstler als auch im Duo mit seinem älteren Bruder, dem Pianisten Eduard Schulz, auf. 1825 reiste Schulz mit Vater und Bruder nach London, wo sie u. a. sechsmal vor dem König konzertierten. Der elfjährige Leonhard galt zu dieser Zeit schon als „Meister auf der Guitarre“. Nach dreijährigem Aufenthalt in England kehrte Schulz samt Familie zunächst nach Wien zurück. Es folgten Konzertreisen nach Deutschland, Frankreich und wieder nach England. Dort ließ sich Leonhard Schulz, wie auch sein Bruder, um 1830 dauerhaft nieder.
Sein letztes bekanntes Konzert fand am 25. Februar 1841 statt. Danach folgte ein Niedergang, der nach Aussage seines Bruders Eduard auf Trunksucht zurückzuführen war.

## Werke
Schulz' Werk umfasst mehr als hundert Stücke. Neben eigenen Kompositionen zählen dazu auch zahlreiche Transkriptionen von Werken anderer Komponisten, die er für die Gitarre bearbeitete.